# جونيور ويتر
جونيور ويتر (بالإنجليزية: Junior Witter)‏ مواليد 10 مارس 1974 في برادفورد، غرب يوركشير، إنجلترا، هو ملاكم بريطاني يصنف ضمن فئة وزن الوسط. حقق بطولة المجلس العالمي للملاكمة.

## إحصائيات
خاض خلال مسيرته 53 نزالا، فاز في 43 وتعادل في 2 وخسر في 8. فاز بالضربة القاضية في 22 نزالا.

## روابط خارجية
- جونيور ويتر على موقع بوكس ريك (الإنجليزية) (registration required)